# V de la Diada
La V de la Diada, ou Via Catalana 2014, est une manifestation en faveur de l'indépendance de la Catalogne organisée le 11 septembre 2014 à Barcelone à l'occasion de la fête nationale de la Catalogne. Elle réunit 1,8 million de personnes à l'initiative de l'Assemblée nationale catalane (ANC) et d'Òmnium Cultural pour réclamer la tenue du référendum sur l'indépendance de la Catalogne du 9 novembre.

## Contexte
La Diada Nacional de Catalunya, fête nationale catalane célébrée chaque 11 septembre, est à la fois un événement festif et l'occasion d'exprimer les revendications nationalistes de la Catalogne. Depuis 2012, elle a pris un caractère indépendantiste et est devenue un rassemblement de masse : la manifestation « Catalunya, nou estat d'Europa » de 2012 et la Voie catalane de 2013 ont réuni entre un et deux millions de personnes réclamant l'indépendance de la Catalogne.
La Diada de 2014 a lieu deux mois avant le référendum sur l'indépendance de la Catalogne prévu pour le 9 novembre et dont la tenue est contestée. Le programme du gouvernement d'Artur Mas, formé en 2012 par les nationalistes de centre-droit de Convergence et Union (CiU) avec le soutien de la gauche indépendantiste d'Esquerra Republicana de Catalunya (ERC), prévoit l'organisation d'un référendum d'autodétermination au cours de l'année 2014. Le gouvernement espagnol s'y oppose fortement. Au début de septembre 2014, l'interdiction du vote par le Tribunal constitutionnel est attendue et la réaction du gouvernement catalan est incertaine. En organisant une importante manifestation pour la Diada, les partisans de l'indépendance réclament le maintien du référendum d'autodétermination.
La Diada de 2014 marque par ailleurs le tricentenaire de la dernière défense de Barcelone le 11 septembre 1714.

## Déroulement

### Préparation

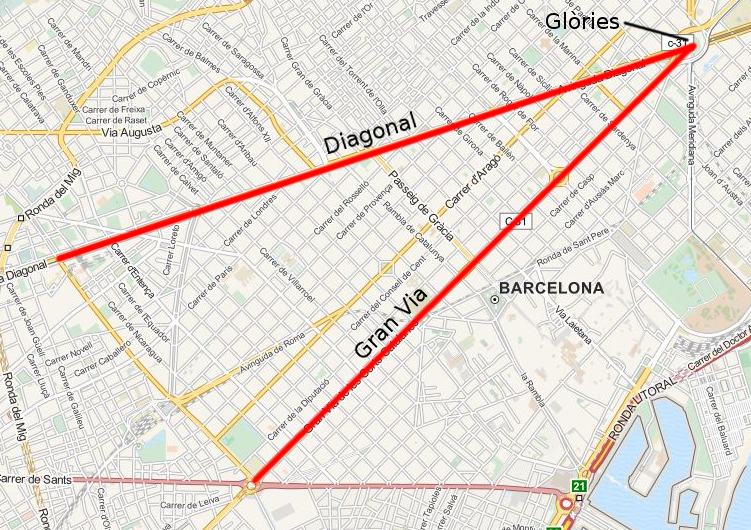
L'Avenue Diagonale et la Gran Via de les Corts Catalanes à Barcelone.

La V de la Diada est organisée à l'initiative de l'Assemblée nationale catalane (ANC). Le lieu et le programme de la manifestation sont définis lors de son assemblée générale tenue à Tarragone le 5 avril 2014. La V consiste à rassembler un grand nombre de personnes sur l'Avenue Diagonale et la Gran Via de les Corts Catalanes, deux des principales avenues de Barcelone, qui convergent sur la place des Gloires catalanes, pour réclamer l'indépendance de la Catalogne et la tenue du référendum d'autodétermination du 9 novembre. Le rassemblement aux couleurs de la senyera, le drapeau catalan, forme la lettre « V », pour signifier « voie, volonté, vote et victoire ».
L'Assemblée nationale catalane et Òmnium Cultural créent en juillet 2014 la campagne unitaire « Ara és l'hora (ca) », pour organiser la V de la Diada et militer ensemble en faveur de l'indépendance de la Catalogne. Une chanson, également intitulée Ara és l'hora, est composée pour l'événement et enregistrée par le chœur des jeunes de l'Orfeó Català. Elle est adaptée de Saule, Pērkons, Daugava (lv), une chanson lettone de 1988 qui incarne le désir d'indépendance de la république balte et l'un des hymnes de la révolution chantante de 1989. Le texte en catalan est adapté par le musicologue Jaume Ayats i Abeyà (ca) à partir d'un poème de Miquel Martí i Pol intitulé « Meditació última », publié en 1966 dans El poble. Le slogan de la manifestation, « remplir les rues pour remplir les urnes » (Omplim els carrers per omplir les urnes), relie la V de la Diada au référendum d'autodétermination à venir. La campagne comprend également la réalisation de vidéos promotionnelles, dans lesquelles des personnalités catalanes appellent à participer au rassemblement du 11 septembre, parmi lesquelles l'écrivaine Empar Moliner i Ballesteros (ca), le metteur en scène Joan Lluís Bozzo (ca), le prêtre Manuel Pousa Engroñat (ca), la professeure en communication Imma Tubella (ca), l'économiste Clara Ponsatí, et l'acteur et présentateur de télévision Quim Masferrer (ca).
550 000 personnes s'inscrivent pour participer à la V de la Diada, un nombre supérieur à celui de l'année précédente. Les participants sont répartis en sections correspondant aux comarques catalanes. L'ANC organise le transport par autocar d'une partie des manifestants, bien qu'elle éprouve des difficultés à se procurer suffisamment de véhicules pour répondre à la demande.
La V de la Diada est précédée par 75 rassemblements organisés par l'ANC dans divers pays du monde en soutien à l'autodétermination de la Catalogne.

### Manifestation

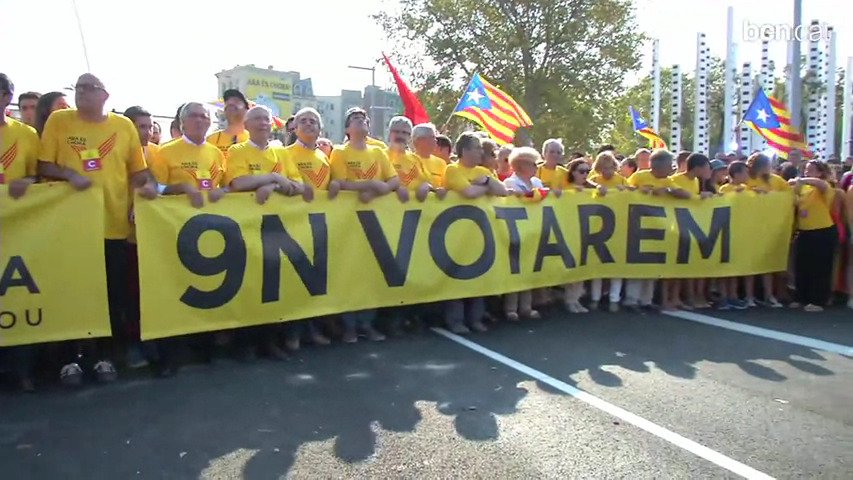
Le centre de la manifestation, sur la place des Gloires catalanes.

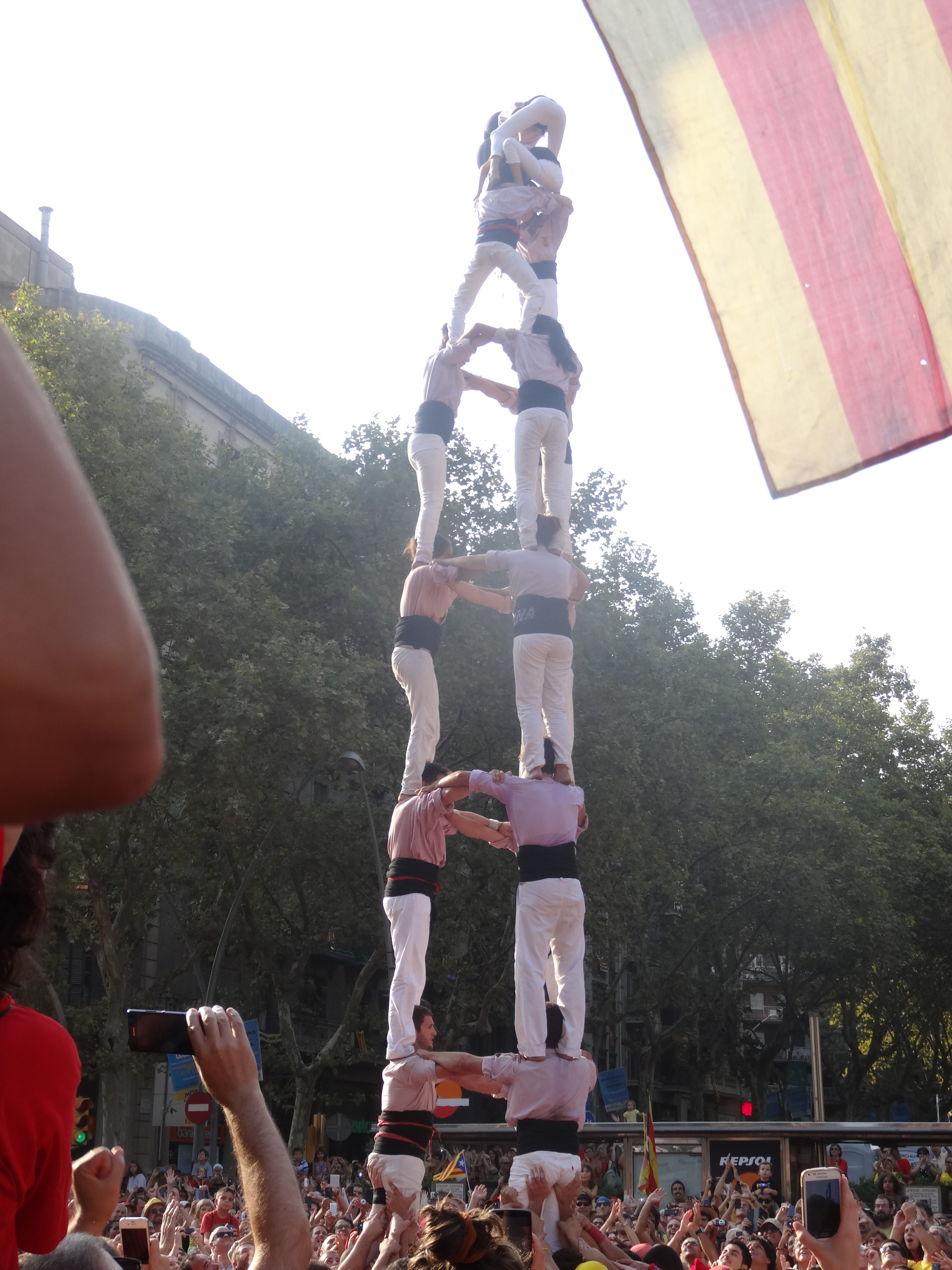
Un castell pendant la V de la Diada.

La V de la Diada a lieu le 11 septembre 2014 à Barcelone. Elle réunit des centaines de milliers de manifestants sur l'Avenue Diagonale et la Gran Via de les Corts Catalanes.
Les participants se réunissent à partir de la place Pius XII, à l'extrémité de l'Avenue Diagonale, et la place Sarah Bernhardt, à l'extrémité de la Gran Via de les Corts Catalanes, où deux tribunes représentent respectivement « la volonté » et « le vote ». La foule, vêtue de jaune et de rouge, occupe l'ensemble des deux avenues pour former une lettre « V » d'une longueur de 11 kilomètres aux couleurs de la senyera. Les deux avenues convergent vers la place des Gloires catalanes sur laquelle les manifestants déploient une banderole portant le slogan « 9N Votarem. 9N Guanyarem. » (« Le 9 novembre nous voterons. Le 9 novembre nous gagnerons. ») Sur la tribune centrale, conçue par Lluís Danés (ca) et qui symbolise « la victoire », 947 urnes représentent les 947 municipalités de la Catalogne appelées à organiser le référendum du 9 novembre.
L'acte central de la manifestation a lieu à 17h 14, une heure symbolique qui rappelle la défense de Barcelone de 1714 commémorée par la fête nationale. Une jeune fille née le 9 novembre 1998, qui recevra le droit de vote le jour du référendum attendu, dépose un bulletin dans une urne, tandis qu'un chœur de 1000 voix dirigé par Esteve Nabona (ca), composé du chœur des jeunes de l'Orfeó Català, du chœur de jeunes filles de l'Orfeó Català et du chœur des jeunes des Pays catalans (ca), interprète le Cant de la Senyera et Ara és l'hora (ca), accompagné par Lluís Llach au piano. La manifestation se poursuit par les discours des organisateurs et se conclut par l'hymne national Els Segadors.
La V de la Diada se tient dans une ambiance revendicative, mais aussi festive et familiale. La foule, orientée par 7000 volontaires de l'ANC et d'Òmnium Cultural, forme une senyera disciplinée. La manifestation est accompagnée de nombreux drapeaux et pancartes réclamant le droit à l'autodétermination de la Catalogne ou rendant hommage aux héros de la défense de Barcelone de 1714. L'internationalisation de la question catalane, souhaitée par les organisateurs, est rendue visible par des banderoles géantes adressées aux dirigeants du monde, comme Barack Obama, Angela Merkel et David Cameron, et par la présence de nombreux journalistes étrangers. Plus d'une cinquantaine de colles castelleres participent à l'événement. Des concerts ont lieu aux deux extrémités de la V, avec 9Son, Companyia Elèctrica Dharma (ca), Pep Sala (ca), Joan Fortuny (ca), Joan Rovira, Tremendo (ca) et Pepet i Marieta (ca), et diverses animations sont organisées sur le parcours de la manifestation.

### Personnalités présentes
Diverses personnalités politiques participent à la V de la Diada :
- Francesc Homs, conseiller à la présidence et porte-parole du gouvernement (CDC) ;
- Ferran Mascarell (ca), conseiller à la culture (indépendant)[19] ;
- Josep Maria Pelegrí (ca), conseiller à l'agriculture (UDC)[20] ;
- Xavier Trias, maire de Barcelone ;
- Josep Rull, coordinateur général de CDC ;
- Jordi Turull, président du groupe parlementaire de Convergence et Union (CDC) ;
- Alfred Bosch, député au Congrès des députés (ERC) ;
- Marina Geli, députée au Parlement de Catalogne (PSC) ;
- David Fernàndez, député au Parlement de Catalogne (CUP)[21] ;
- Ernest Maragall, ancien conseiller à l'éducation (PSC) ;
- Antoni Castells (ca), ancien conseiller à l'économie et aux finances (PSC) ;
- Montserrat Tura (ca), ancienne conseillère à l'intérieur (PSC) ;
- Joan Ignasi Elena (ca), député au Parlement de Catalogne (PSC)[20].

D'autres personnalités participent à la manifestation, parmi lesquelles :
- Gerard Piqué, joueur de football ;
- Josep Maria Bartomeu, président du FC Barcelone ;
- Sergi López, acteur ;
- Juanjo Puigcorbé (ca), acteur ;
- Lluís Llach, musicien ;
- Quim Masferrer (ca), acteur.

### Discours
Les discours prononcés sont un appel au gouvernement à organiser le référendum sur l'indépendance de la Catalogne prévu pour le 9 novembre. La présidente de l'Assemblée nationale catalane (ANC), Carme Forcadell, déclare : « L'heure est venue de prendre des décisions exceptionnelles. Nous demandons à nos représentants politiques de mettre de côté les intérêts partisans et d'agir en accord avec le moment et la transcendance historique que nous vivons. Nous sommes garants de l'unité. Nous ne sommes pas arrivés jusqu'ici pour reculer et céder. Nous irons jusqu'au bout et nous gagnerons. » et conclut son discours par : « Président, sortez les urnes ! ».
La présidente d'Òmnium Cultural, Muriel Casals, défend le droit à l'autodétermination comme essentiel à la démocratie et déclare : « Trois cents ans après 1714, nous avons cessé de célébrer les défaites militaires pour devenir une société qui construit la victoire de façon pacifique. » Évoquant la probable interdiction du référendum par le Tribunal constitutionnel, elle affirme : « La voix d'un peuple est supérieure à l'opinion d'un tribunal partisan de Madrid. »
Le président de l'Associació de Municipis per la Independència (AMI), Josep Maria Vila d'Abadal i Serra (ca), apporte le soutien des municipalités de Catalogne à la tenue du référendum d'autodétermination.
Une délégation des organisateurs de la V de la Diada est reçue le soir même au palais de la Généralité par le président Artur Mas. Celui-ci déclare que la V de la Diada est « un message fort » envoyé à Madrid et à l'Europe, et indique : « La capitale espagnole devrait recevoir ce message et l'écouter. Il est temps de négocier pour que les Catalans puissent s'exprimer dans les urnes. »

## Analyse

### Participation
La V de la Diada, qui réunit des centaines de milliers de personnes, est un succès pour les partisans de l'indépendance de la Catalogne. Les participants sont 1,8 million selon la Guàrdia Urbana de Barcelone et 470 000 à 520 000 selon la délégation du gouvernement espagnol.

### Soutiens politiques
Le gouvernement de Catalogne soutient la manifestation. Le président de la Généralité Artur Mas n'y prend pas part, mais plusieurs membres du gouvernement sont présents.
La V de la Diada est soutenue par plusieurs partis politiques, dont les représentants participent au rassemblement : Convergence et Union (CiU), Esquerra Republicana de Catalunya (ERC), Iniciativa per Catalunya Verds - Esquerra Unida i Alternativa (ICV-EUiA), la Candidature d'unité populaire (CUP). Le Parti des socialistes de Catalogne (PSC) ne soutient pas la manifestation, mais certains de ses membres y sont présents à titre personnel.

### Oppositions
Le gouvernement espagnol ne commente pas directement la célébration de la Diada. Le président du gouvernement Mariano Rajoy rappelle son opposition au processus indépendantiste catalan en déclarant, au cours d'une visite à l'Organisation nationale des greffes d'organes : « Un Andalou peut vivre avec le cœur d'un Catalan », et que cette solidarité est « le meilleur exemple » de l'identité des Espagnols.
Le Parti des socialistes de Catalogne (PSC), qui défend l'idée d'une Espagne fédérale, ne participe pas à la manifestation mais donne à ses membres la liberté d'y assister. Son premier secrétaire Miquel Iceta critique le gouvernement espagnol pour son « immobilisme » et réclame l'ouverture de négociations avec le gouvernement catalan.
Les partis unionistes s'opposent à la célébration indépendantiste. Ciutadans (C's) et le Parti populaire catalan (PPC) participent à une contre-manifestation unioniste organisée par la Societat Civil Catalana à Tarragone, qui réunit plusieurs milliers de participants sous le slogan « Retrouvons le sens commun, retrouvons la senyera ». Le président de Ciutadans Albert Rivera adresse ses critiques au président Artur Mas pour « son messianisme » et « sa vision de la Catalogne comme un peuple ayant une vision unique et monolithique ». La présidente du PPC Alicia Sánchez-Camacho estime que « L'indépendantisme est en baisse car il n'y aura pas de référendum le 9 novembre ».